# Sumurlaban (Angsana)
Sumurlaban is een bestuurslaag in het regentschap Pandeglang van de provincie Banten, Indonesië. Sumurlaban telt 2817 inwoners (volkstelling 2010).